# Democracia jeffersoniana

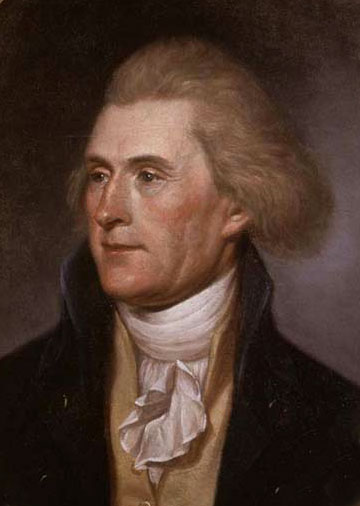
Thomas Jefferson, o terceiro presidente dos Estados Unidos (1801–1809).

Democracia jeffersoniana (em inglês: Jeffersonian democracy), nomeada em honra ao homem que a idealizou e defendeu, o presidente da república Thomas Jefferson, foi uma das doutrinas que dominaram a política e movimentos democráticos nos Estados Unidos da década de 1790 até a de 1820.
O termo era normalmente usado para definir a plataforma política do Partido Republicano (conhecido como Partido Democrata-Republicano) criado por Jefferson para se opor ao Partido Federalista de Alexander Hamilton. Os jeffersonianos eram muito comprometidos com a ideologia republicanista, que se opunha a qualquer forma de aristocracia, contra a corrupção, insistência em virtudes e priorizavam os "fazendeiros yeoman", os "plantadores" e os "agrários". Eles eram antagonistas a ideologia que chamavam de "aristocracia elitista dos mercadores", se opondo também aos banqueiros e manufatureiros, desconfiavam dos trabalhadores das fábricas e não gostavam dos apoiadores do sistema político vigente na Inglaterra do século XIX. A democracia jeffersoniana persistiu como um elemento do Partido Democrata até o começo do século XX e algumas de suas visões persistem em algumas linhas ideológicas no século XXI.
No começo da era jeffersoniana, apenas dois estados, Vermont e Kentucky, haviam estabelecido sufrágio universal masculino para brancos ao abolir a necessidade de possuir terras para poder exercer o direito a voto. Não demoraria muito e mais da metade dos estados da União adotariam sistemas similares, incluindo quase todos no noroeste dos Estados Unidos. A maioria também adotaria o voto popular para eleger o presidente, modernizando o sistema eleitoral do país. O partido jeffersoniano, conhecido como Partido Democrata-Republicano, controlou, no final do século XVIII, quase todo o aparato governamental estadunidense, incluindo legislaturas estaduais, prefeituras e a Casa Branca.